# Patrice Rognon
Patrice Rognon (ur. 29 grudnia 1966) – francuski judoka. Zajął siódme miejsce na mistrzostwach świata w 1999. Startował w Pucharze Świata w latach 1990-1993 i 1995-2000. Brązowy medalista mistrzostw Europy w 1991; siódmy w 1998, a także zdobył trzy medale w drużynie. Wicemistrz igrzysk śródziemnomorskich w 1991. Trzeci na akademickich MŚ w 1990 i drugi w wojskowych MŚ w 1990. Mistrz Francji w 1992 i 1997 roku.